# Fuga térmica

Diagrama de fuga térmica

La fuga térmica o embalamiento térmico ocurre en situaciones en las que un aumento de la temperatura cambia las condiciones de una manera que causa un aumento adicional de la temperatura, lo que a menudo conduce a un resultado destructivo. Es un tipo de retroalimentación positiva no controlada.
En otras palabras, el "embalamiento térmico" describe un proceso que se acelera al aumentar la temperatura, liberando a su vez energía que aumenta aún más la temperatura. En química (e ingeniería química), se asocia con reacciones fuertemente exotérmicas que se aceleran por el aumento de la temperatura. En ingeniería eléctrica, el escape térmico se asocia típicamente con un aumento del flujo de corriente y la disipación de energía, aunque las reacciones químicas exotérmicas también pueden ser de interés aquí. La fuga térmica puede ocurrir en la ingeniería civil, especialmente cuando no se controla el calor liberado por grandes cantidades de concreto de curado.(cita requerida) En astrofísica, las reacciones de fusión nuclear descontroladas en las estrellas pueden llevar a explosiones de nova y varios tipos de supernovas, y también ocurren como un evento menos dramático en la evolución normal de las estrellas de masa solar, el "flash de helio".
También existe la preocupación con respecto al calentamiento global de que un aumento promedio mundial de 3 a 4 grados Celsius por encima de la línea de base preindustrial podría llevar a un aumento adicional no controlado de las temperaturas de la superficie. Por ejemplo, las emisiones de metano, un gas de efecto invernadero más potente que el CO2, de los humedales, el permafrost de fusión y los depósitos de clatrato del lecho marino en el margen continental podrían estar sujetos a comentarios positivos.

## Ingeniería química
La fuga térmica también se conoce como explosión térmica en ingeniería química o reacción fugitiva en química orgánica. Es un proceso mediante el cual una reacción exotérmica se sale de control: la velocidad de reacción aumenta debido a un aumento de la temperatura, lo que provoca un aumento adicional de la temperatura y, por lo tanto, un aumento rápido adicional de la velocidad de reacción. Esto ha contribuido a los accidentes químicos industriales, especialmente el desastre de Texas City en 1947 por el sobrecalentamiento del nitrato de amonio en la bodega de un barco y la explosión de zoaleno en 1976, en un lugar más seco, en King's Lynn. La teoría de Frank-Kamenetskii proporciona un modelo analítico simplificado para la explosión térmica. La ramificación de la cadena es un mecanismo de retroalimentación positiva adicional que también puede hacer que la temperatura se dispare debido al rápido aumento de la velocidad de reacción.
Las reacciones químicas son endotérmicas o exotérmicas, como lo expresa su cambio en la entalpía. Muchas reacciones son altamente exotérmicas, por lo que muchos procesos a escala industrial y de refinería de petróleo tienen algún nivel de riesgo de fuga térmica. Estos incluyen hidrocraqueo, hidrogenación, alquilación (SN2), oxidación, metalación y sustitución aromática nucleófila. Por ejemplo, la oxidación de ciclohexano en ciclohexanol y ciclohexanona y ortoxileno en anhídrido ftálico ha dado lugar a explosiones catastróficas cuando el control de la reacción falló.
La fuga térmica puede ser el resultado de reacciones secundarias exotérmicas indeseadas que comienzan a temperaturas más altas, luego de un sobrecalentamiento accidental inicial de la mezcla de reacción. Este escenario se produjo tras el desastre de Seveso, donde el escape térmico calentó una reacción a temperaturas tales que, además del 2,4,5-triclorofenol deseado, también se produjo 2,3,7,8-tetraclorodibenzo-p-dioxina venenosa, y fue ventilado en el medio ambiente después de la ruptura del disco de ruptura del reactor
La fuga térmica es a menudo causada por la falla del sistema de enfriamiento del recipiente del reactor. La falla de la mezcladora puede resultar en un calentamiento localizado, lo que inicia el escape térmico. De manera similar, en los reactores de flujo, la mezcla insuficiente localizada hace que se formen puntos calientes, en donde ocurren condiciones de fuga térmica, lo que causa explosiones violentas de los contenidos del reactor y catalizadores. La instalación incorrecta de componentes del equipo también es una causa común. Muchas instalaciones de producción de productos químicos están diseñadas con ventilación de emergencia de alto volumen, una medida para limitar el alcance de las lesiones y los daños a la propiedad cuando ocurren tales accidentes.
A gran escala, no es seguro "cargar todos los reactivos y mezclar", como se hace a escala de laboratorio. Esto se debe a que la cantidad de reacción se escala con el cubo del tamaño del recipiente (V ∝ r³), pero el área de transferencia de calor se escala con el cuadrado del tamaño (A ∝ r²), de modo que la producción de calor al área relación de escala con el tamaño (V / A ∝ r). En consecuencia, las reacciones que fácilmente se enfrían lo suficientemente rápido en el laboratorio pueden autocalentarse peligrosamente a escala de tonelada. En 2007, este tipo de procedimiento erróneo causó una explosión de un reactor de 2,400 galones (9,100 L) de EE. UU. Usado para metalate metilciclopentadieno con sodio metálico, causando la pérdida de cuatro vidas y partes del reactor lanzadas a una distancia de 400 metros (400 m). Por lo tanto, las reacciones a escala industrial propensas a la fuga térmica se controlan preferiblemente mediante la adición de un reactivo a una velocidad correspondiente a la capacidad de enfriamiento disponible
Algunas reacciones de laboratorio deben realizarse con enfriamiento extremo, ya que son muy propensas a fugas térmicas peligrosas. Por ejemplo, en la oxidación de Swern, la formación de cloruro de sulfonio debe realizarse en un sistema enfriado (–30 °C), ya que a temperatura ambiente, la reacción experimenta fugas térmicas explosivas..
El Foro de Riesgos de Reacción Química del Reino Unido publica análisis de accidentes químicos no informados previamente para ayudar a la educación de la comunidad científica y de ingeniería, con el objetivo de prevenir que ocurran situaciones similares en otros lugares. Casi 150 de estos informes están disponibles para ver a partir de enero de 2009.

## Calentamiento por microondas
Las microondas se utilizan para calentar diversos materiales en la cocina y diversos procesos industriales. La velocidad de calentamiento del material depende de la absorción de energía, que depende de la constante dieléctrica del material. La dependencia de la constante dieléctrica de la temperatura varía para diferentes materiales; Algunos materiales muestran un aumento significativo con el aumento de la temperatura. Este comportamiento, cuando el material se expone a las microondas, conduce a un sobrecalentamiento local selectivo, ya que las áreas más cálidas pueden aceptar más energía que las áreas más frías, potencialmente peligrosas, especialmente para los aislantes térmicos, donde el intercambio de calor entre los puntos calientes y El resto del material es lento. Estos materiales son llamados materiales térmicos fuera de control. Este fenómeno se produce en algunas cerámicas.

## Ingeniería eléctrica
Algunos componentes electrónicos desarrollan resistencias más bajas o voltajes de activación más bajos (para resistencias no lineales) a medida que aumenta su temperatura interna. Si las condiciones del circuito provocan un flujo de corriente notablemente mayor en estas situaciones, el aumento de la disipación de potencia puede aumentar la temperatura aún más por el calentamiento de Joule. Un círculo vicioso o un efecto de retroalimentación positiva del escape térmico puede causar fallas, a veces de manera espectacular (por ejemplo, una explosión eléctrica o un incendio). Para evitar estos peligros, los sistemas electrónicos bien diseñados suelen incorporar protección de limitación de corriente, como fusibles térmicos, disyuntores o limitadores de corriente PTC.
Para manejar corrientes más grandes, los diseñadores de circuitos pueden conectar múltiples dispositivos de menor capacidad (por ejemplo, transistores, diodos o MOV) en paralelo. Esta técnica puede funcionar bien, pero es susceptible a un fenómeno llamado acaparamiento de corriente, en el cual la corriente no se comparte de manera equitativa en todos los dispositivos. Por lo general, un dispositivo puede tener una resistencia ligeramente inferior y, por lo tanto, consume más corriente, calentándola más que sus dispositivos hermanos, lo que hace que su resistencia disminuya aún más. La carga eléctrica termina canalizándose en un solo dispositivo, que luego falla rápidamente. Por lo tanto, una serie de dispositivos puede no ser más robusta que su componente más débil.
El efecto de acaparamiento de la corriente se puede reducir al combinar cuidadosamente las características de cada dispositivo en paralelo, o al utilizar otras técnicas de diseño para equilibrar la carga eléctrica. Sin embargo, mantener el equilibrio de la carga en condiciones extremas puede no ser sencillo. Los dispositivos con un coeficiente de temperatura positivo (PTC) intrínseco de resistencia eléctrica son menos propensos a la acumulación de corriente, pero aun así puede ocurrir un desbordamiento térmico debido a un pobre hundimiento de calor u otros problemas.
Muchos circuitos electrónicos contienen disposiciones especiales para evitar el desbordamiento térmico. Esto se observa con mayor frecuencia en las disposiciones de polarización de transistores para etapas de salida de alta potencia. Sin embargo, cuando el equipo se utiliza por encima de su temperatura ambiente diseñada, en algunos casos puede ocurrir un desbordamiento térmico. Esto puede ocasionar fallas en el equipo en ambientes calurosos o cuando se bloquean las salidas de aire.

### Semiconductores
El silicio muestra un perfil peculiar, ya que su resistencia eléctrica aumenta con la temperatura hasta aproximadamente 160 °C, luego comienza a disminuir y disminuye aún más cuando se alcanza el punto de fusión. Esto puede llevar a fenómenos térmicos fuera de control dentro de las regiones internas de la unión semiconductora; la resistencia disminuye en las regiones que se calientan por encima de este umbral, lo que permite que fluya más corriente a través de las regiones sobrecalentadas, lo que a su vez provoca un calentamiento aún mayor en comparación con las regiones circundantes, lo que conduce a un mayor aumento de la temperatura y una disminución de la resistencia. Esto conduce al fenómeno de la saturación de corriente y la formación de filamentos de corriente (similar a la acumulación de corriente, pero dentro de un solo dispositivo), y es una de las causas subyacentes de muchas fallas en la unión de semiconductores.

### Transistores de unión bipolar (BJTs)
La corriente de fuga aumenta significativamente en los transistores bipolares (especialmente los transistores bipolares basados en germanio) a medida que aumentan la temperatura. Dependiendo del diseño del circuito, este aumento en la corriente de fuga puede aumentar la corriente que fluye a través de un transistor y, por lo tanto, la disipación de la energía, causando un aumento adicional en la corriente de fuga entre el colector y el emisor. Esto se ve con frecuencia en una etapa push-pull de un amplificador de clase AB. Si los transistores de pull-up y pull-down están polarizados para tener una distorsión de cruce mínima a temperatura ambiente, y la polarización no se compensa con la temperatura, entonces, a medida que aumenta la temperatura, ambos transistores estarán cada vez más sesgados, lo que hará que la corriente y la potencia aumenten aún más. , y eventualmente destruyendo uno o ambos dispositivos.
Una regla de oro para evitar el embalamiento térmico es mantener el punto de operación de un BJT para que Vce ≤ 1 / 2Vcc
Otra práctica es montar un transistor sensor de retroalimentación térmica u otro dispositivo en el disipador de calor, para controlar el voltaje de polarización de cruce. A medida que los transistores de salida se calientan, también lo hace el transistor de retroalimentación térmica. Esto, a su vez, hace que el transistor de retroalimentación térmica se encienda a un voltaje ligeramente más bajo, lo que reduce el voltaje de polarización de cruce y, por lo tanto, reduce el calor disipado por los transistores de salida.
Si se conectan varios transistores BJT en paralelo (lo que es típico en aplicaciones de alta corriente), puede ocurrir un problema de acaparamiento actual. Deben tomarse medidas especiales para controlar esta vulnerabilidad característica de los BJT.
En los transistores de potencia (que consisten efectivamente en muchos transistores pequeños en paralelo), la acumulación de corriente puede ocurrir entre diferentes partes del transistor en sí, con una parte del transistor que se calienta más que las otras. Esto se denomina segunda ruptura y puede provocar la destrucción del transistor incluso cuando la temperatura promedio de la unión parece estar en un nivel seguro.

### MOSFET de energía
Los MOSFETs de potencia generalmente aumentan su resistencia de activación con la temperatura. En algunas circunstancias, la potencia disipada en esta resistencia provoca un mayor calentamiento de la unión, lo que aumenta aún más la temperatura de la unión, en un circuito de retroalimentación positiva. Como consecuencia, los MOSFET de potencia tienen regiones de operación estables e inestables. Sin embargo, el aumento de la resistencia de encendido con la temperatura ayuda a equilibrar la corriente a través de múltiples MOSFET conectados en paralelo, por lo que no se produce la acumulación de corriente. Si un transistor MOSFET produce más calor del que el disipador de calor puede disiparse, el escape térmico aún puede destruir los transistores. Este problema se puede aliviar hasta cierto punto reduciendo la resistencia térmica entre la matriz del transistor y el disipador térmico. Ver también la potencia de diseño térmico.
- Java applet demo De MOSFET térmico runaway

### Varistores de óxido de metal (MOV)
Los varistores de óxido de metal típicamente desarrollan una resistencia menor a medida que se calientan. Si se conecta directamente a través de un bus de alimentación de CA o CC (un uso común para la protección contra transitorios eléctricos), un MOV que ha desarrollado un voltaje de activación reducido puede deslizarse hacia un fugitivo térmico catastrófico, que posiblemente culmine en una pequeña explosión o incendio. Para evitar esta posibilidad, la corriente de falla generalmente está limitada por un fusible térmico, un disyuntor u otro dispositivo limitador de corriente.

### Condensadores de tantalio
Los condensadores de tantalio están, bajo ciertas condiciones, propensos a la autodestrucción por el escape térmico. El condensador consiste típicamente en una esponja de tantalio sinterizada que actúa como ánodo, un cátodo de dióxido de manganeso y una capa dieléctrica de pentóxido de tantalio creado en la superficie de la esponja de tantalio mediante anodización. Puede suceder que la capa de óxido de tantalio tenga puntos débiles que sufran una ruptura dieléctrica durante un pico de voltaje. La esponja de tantalio luego entra en contacto directo con el dióxido de manganeso, y el aumento de la corriente de fuga provoca un calentamiento localizado; por lo general, esto provoca una reacción química endotérmica que produce óxido de manganeso (III) y regenera (se autocura) la capa dieléctrica de óxido de tantalio.
Sin embargo, si la energía disipada en el punto de falla es lo suficientemente alta, puede comenzar una reacción exotérmica autosuficiente, similar a la reacción de la termita, con tántalo metálico como combustible y dióxido de manganeso como oxidante. Esta reacción indeseable destruirá el condensador, produciendo humo y posiblemente llama.
Por lo tanto, los condensadores de tantalio pueden desplegarse libremente en circuitos de pequeña señal, pero la aplicación en circuitos de alta potencia debe diseñarse cuidadosamente para evitar fallas térmicas fuera de control.

### Lógica digital
La corriente de fuga de los transistores de conmutación lógica aumenta con la temperatura. En raras ocasiones, esto puede conducir a un desbordamiento térmico en los circuitos digitales. Este no es un problema común, ya que las corrientes de fuga generalmente constituyen una pequeña porción del consumo general de energía, por lo que el aumento en la potencia es bastante modesto: para un Athlon 64, la disipación de potencia aumenta aproximadamente un 10% por cada 30 grados centígrados. Para un dispositivo con un TDP de 100 W, para que ocurra un desbordamiento térmico, el disipador de calor tendría que tener una resistividad térmica de más de 3 K / W (kelvins por vatio), que es aproximadamente 6 veces peor que el calor del Athlon 64 original. lavabo. (Un disipador de calor Athlon 64 de serie tiene una capacidad nominal de 0,34 K / W, aunque la resistencia térmica real al medio ambiente es algo mayor, debido al límite térmico entre el procesador y el disipador de calor, el aumento de las temperaturas en la carcasa y otras resistencias térmicas). , un disipador de calor inadecuado con una resistencia térmica de más de 0,5 a 1 K / W resultaría en la destrucción de un dispositivo de 100 W, incluso sin efectos térmicos fuera de control.

### Baterías
Cuando se manipulan incorrectamente o si se fabrican de manera defectuosa, algunas baterías recargables pueden experimentar un desbordamiento térmico que puede resultar en un sobrecalentamiento. Las celdas selladas a veces explotarán violentamente si los respiraderos de seguridad están abrumados o no funcionan. Las baterías de iones de litio, especialmente en forma de batería de polímero de litio, son especialmente propensas a las fugas térmicas. Informes de teléfonos celulares explotando ocasionalmente aparecen en los periódicos. En 2006, las baterías de Apple, HP, Toshiba, Lenovo, Dell y otros fabricantes de computadoras portátiles fueron retiradas del mercado debido a incendios y explosiones. La Administración de Seguridad de Tuberías y Materiales Peligrosos (PHMSA, por sus siglas en inglés) del Departamento de Transporte de los EE. UU. Ha establecido regulaciones con respecto al transporte de ciertos tipos de baterías en aviones debido a su inestabilidad en ciertas situaciones. Esta acción fue parcialmente inspirada por un incendio en una bodega de carga en un avión de UPS.
Una de las soluciones posibles es utilizar materiales de ánodo (titanatos de litio) y cátodos (fosfato de hierro y litio) más seguros y menos reactivos, evitando así los electrodos de cobalto en muchas celdas recargables de litio, junto con electrolitos no inflamables basados en líquidos iónicos.

## Astrofísica
Pueden ocurrir reacciones termonucleares fuera de control en las estrellas cuando la fusión nuclear se enciende en condiciones en las que la presión ejercida por las capas superpuestas de la estrella excede en gran medida la presión térmica, una situación que hace posible un rápido aumento de la temperatura. Tal escenario puede surgir en estrellas que contienen materia degenerada, en la que la presión de degeneración de los electrones en lugar de la presión térmica normal realiza la mayor parte del trabajo de soporte de la estrella contra la gravedad, y en las estrellas en proceso de implosión. En todos los casos, el desequilibrio surge antes de la ignición por fusión; de lo contrario, las reacciones de fusión se regularían naturalmente para contrarrestar los cambios de temperatura y estabilizar la estrella. Cuando la presión térmica está en equilibrio con la presión subyacente, una estrella responderá al aumento de la temperatura y la presión térmica debido al inicio de una nueva reacción exotérmica al expandirse y enfriarse. Una reacción fuera de control solo es posible cuando esta respuesta es inhibida.

### Flash de Helio en estrellas gigantes rojas.
Cuando las estrellas de baja masa (0.8–2.0 masas solares) agotan el hidrógeno en sus núcleos y se convierten en gigantes rojas, el helio que se acumula en sus núcleos alcanza la degeneración antes de que se encienda. Cuando el núcleo degenerado alcanza una masa crítica de aproximadamente 0,45 masas solares, la fusión de helio se enciende y despega de forma descontrolada, llamada destello de helio, lo que aumenta brevemente la producción de energía de la estrella a una velocidad 100 mil millones de veces normal. Alrededor del 6% del núcleo se convierte rápidamente en carbono. Si bien la liberación es suficiente para convertir el núcleo de nuevo en plasma normal después de unos segundos, no interrumpe la estrella ni cambia inmediatamente su luminosidad. La estrella luego se contrae, dejando la fase de gigante roja y continuando su evolución hacia una fase estable de combustión de helio.

### Novae
Una nova resulta de una fusión de hidrógeno fuera de control (a través del ciclo CNO) en la capa externa de una estrella enana blanca carbono-oxígeno. Si una enana blanca tiene una estrella compañera de la que puede acumular gas, el material se acumulará en una capa superficial degenerada por la gravedad intensa del enano. En las condiciones adecuadas, una capa de hidrógeno suficientemente gruesa se calienta finalmente a una temperatura de 20 millones de K, lo que enciende una fusión descontrolada. La capa superficial se despega de la enana blanca, lo que aumenta la luminosidad en un factor del orden de 50,000. Sin embargo, la enana blanca y su compañero permanecen intactos, por lo que el proceso puede repetirse. Un tipo mucho más raro de nova puede ocurrir cuando la capa externa que se enciende está compuesta de helio.

### Ráfagas de rayos x
De manera análoga al proceso que conduce a las novas, la materia degenerada también puede acumularse en la superficie de una estrella de neutrones que está acumulando gas de un compañero cercano. Si se acumula una capa de hidrógeno lo suficientemente gruesa, la ignición de la fusión de hidrógeno fuera de control puede provocar una explosión de rayos X. Al igual que con las novas, estos estallidos tienden a repetirse y también pueden ser provocados por la fusión de helio o incluso de carbono. Se ha propuesto que en el caso de los "superblastos", la ruptura desenfrenada de núcleos pesados acumulados en núcleos de grupos de hierro mediante fotodisociación en lugar de fusión nuclear podría contribuir a la mayor parte de la energía de las fresas.

### Supernovas de tipo Ia
Una supernova de tipo Ia resulta de una fusión de carbono fuera de control en el núcleo de una estrella enana blanca carbono-oxígeno. Si una enana blanca, que está compuesta casi por completo de materia degenerada, puede ganar masa de un compañero, el aumento de la temperatura y la densidad del material en su núcleo activará la fusión de carbono si la masa de la estrella se aproxima al límite de Chandrasekhar. Esto conduce a una explosión que rompe completamente la estrella. La luminosidad aumenta en un factor de más de 5 mil millones. Una forma de ganar masa adicional sería acumular gas de una estrella gigante (o incluso de la secuencia principal). Un segundo y aparentemente más común mecanismo para generar el mismo tipo de explosión es la fusión de dos enanas blancas.

### Supernovas de par inestabilidad
Se cree que una supernova de inestabilidad de par es el resultado de una fusión de oxígeno fuera de control en el núcleo de una masa solar masiva, 130–250, estrella de metalización baja a moderada De acuerdo con la teoría, en una estrella de este tipo, se acumula un núcleo de oxígeno sin fusión de gran densidad pero relativamente baja, con su peso soportado por la presión de los rayos gamma producidos por la temperatura extrema. A medida que el núcleo se calienta aún más, los rayos gamma eventualmente comienzan a pasar el umbral de energía necesario para la descomposición inducida por colisión en pares de electrón-positrón, un proceso llamado producción de pares. Esto provoca una caída en la presión dentro del núcleo, lo que hace que se contraiga y se caliente más, lo que provoca una mayor producción de pares, una mayor caída de la presión, etc. El núcleo comienza a sufrir un colapso gravitacional. En algún momento, esto enciende la fusión de oxígeno fuera de control, liberando suficiente energía para destruir la estrella. Estas explosiones son raras, tal vez alrededor de una por 100,000 supernovas.

### Comparación con supernovas sin fuga
No todas las supernovas son provocadas por una fusión nuclear fuera de control. Las supernovas de tipo Ib, Ic y tipo II también sufren un colapso del núcleo, pero debido a que han agotado su suministro de núcleos atómicos capaces de sufrir reacciones de fusión exotérmica, colapsan hasta convertirse en estrellas de neutrones, o en los casos de mayor masa, agujeros negros estelares , potenciando las explosiones por la liberación de energía potencial gravitacional (en gran parte a través de la liberación de neutrinos). Es la ausencia de reacciones de fusión fuera de control lo que permite que tales supernovas dejen atrás restos estelares compactos.